# Ведемейер, Пётр Александрович
Пётр Александрович Ведемейер (1794—1863) — генерал от инфантерии русской императорской армии.
Брат генерал-лейтенанта Николая Александровича Ведемейера.

## Биография
Происходил из дворянского рода Ведемейеры. Родился 27 апреля (8 мая) 1794 года. Сын Александра Ивановича Ведемейера (1768—1831) — генерал-майор, комендант Бендерской крепости.
В службу вступил 9 января 1807 года унтер-офицером 31 егерского полка; с 6 марта 1808 года — прапорщик. Войну 1812 года встретил поручиком 1-й гренадерской роты, находившейся в Великом княжестве Финляндском; участвовал в боях с Наполеоном, получил ранение в битве при Дален-Кирхи (10 августа 1812) и серьёзно ранен находясь уже в составе 1-й егерской роты (3 ноября 1812).
Лейтенант 2-го карабинерного полка (1 сентября 1814). С 17 июля 1817 года по 1846 год служил в лейб-гвардейском Гарнизонном баталье в Гатчине, осуществлявшем охрану императора — капитан (1823), полковник (1828), командир гатчинского батальона (6 декабря 1835); пожалован чином генерал-майора 1 января 1837 года.
Генерал-лейтенант и командир Гвардейской инвалидной бригады с 23 марта 1847 года. В генералы от инфантерии был произведён 11 апреля 1861 года.
Скончался 24 февраля (8 марта) 1863 года в Санкт-Петербурге и погребён на Митрофаньевском кладбище, рядом с супругой.

## Награды
- Орден Святой Анны 4-й степени (1814).
- Орден Святого Георгия за 25 лет беспорочной службы (1833).
- Знак отличия за 30 лет беспорочной службы (1840)
- Орден Святого Владимира 3-й степени (1839).
- Орден Святого Станислава 1-й степени (1843).
- Орден Святой Анны 1-й степени (1845).
- Орден Святого Владимира 2-й степени (1853).
- Орден Белого орла.

## Семья
Был женат на дочери полковника Алексея Васильевича и Прасковьи Логиновны Аристовых — Аграфене (Агрипине) Алексеевне (1796—1860). Многочисленные дети умирали в детстве и только коллежский асессор Александр Петрович (1820—1857) прожил 57 лет, не оставив потомства.